# 2016-os Super Formula szezon
A 2016-os Super Formula szezon a 30. szezonja volt a legmagasabb szintű japán formula sorozatnak, illetve a harmadik Super Formula név alatt. A szezon április 24-én kezdődött és október 30-án fejeződött be.
A sorozat Bridgestone gumikról Yokohama abroncsokra váltott.

## Csapatok és pilóták
| Csapat                       | No. | Pilóta                 | Motor         |
| ---------------------------- | --- | ---------------------- | ------------- |
| P.mu/cerumo・INGING          | 1   | Isiura Hiroaki         | Toyota RI4A   |
| P.mu/cerumo・INGING          | 2   | Kunimoto Júdzsi        | Toyota RI4A   |
| Kondō Racing                 | 3   | James Rossiter         | Toyota RI4A   |
| Kondō Racing                 | 4   | William Buller         | Toyota RI4A   |
| SUNOCO Team LeMans           | 7   | Narain Karthikeyan     | Toyota RI4A   |
| SUNOCO Team LeMans           | 8   | Kobajasi Kamui         | Toyota RI4A   |
| Real Racing                  | 10  | Cukakosi Koudai        | Honda HR-414E |
| Real Racing                  | 11  | Izava Takuja           | Honda HR-414E |
| Team Mugen                   | 16  | Jamamoto Naoki         | Honda HR-414E |
| KCMG                         | 18  | Nakajama Júicsi        | Toyota RI4A   |
| ITOCHU ENEX Team Impul       | 19  | João Paulo de Oliveira | Toyota RI4A   |
| ITOCHU ENEX Team Impul       | 20  | Szekigucsi Juhi        | Toyota RI4A   |
| Drago Corse                  | 34  | Kogure Takasi          | Honda HR-414E |
| VANTELIN Team TOM'S          | 36  | André Lotterer         | Toyota RI4A   |
| VANTELIN Team TOM'S          | 37  | Nakadzsima Kazuki      | Toyota RI4A   |
| Docomo Team Dandelion Racing | 40  | Nodzsiri Tomoki        | Honda HR-414E |
| Docomo Team Dandelion Racing | 41  | Stoffel Vandoorne      | Honda HR-414E |
| Nakajima Racing              | 64  | Nakadzsima Daiszuke    | Honda HR-414E |
| Nakajima Racing              | 65  | Bertrand Baguette      | Honda HR-414E |

## A szezon előtti tesztek
| Pálya/Helyszín               | Dátum       | Leggyorsabb versenyző | Csapat          | Idő      |
| ---------------------------- | ----------- | --------------------- | --------------- | -------- |
| Suzuka Circuit               | március 14. | André Lotterer        | Team TOM's      | 1:58,761 |
| Suzuka Circuit               | március 15. | Nakadzsima Daiszuke   | Nakajima Racing | 1:36,706 |
| Tanaka International Circuit | március 31. | Jamamoto Naoki        | Mugen           | 1:12,902 |
| Tanaka International Circuit | április 1.  | Nakadzsima Kazuki     | Team TOM's      | 1:13,368 |

## Versenynaptár
2015. december 10-én hozták nyilvánosságra a szezon menetrendét, minden verseny Japánban zajlik.
| Verseny | Verseny | Helyszín                     | Dátum          | Pole-pozíció      | Leggyorsabb kör    | Győztes versenyző      | Győztes csapat               |
| ------- | ------- | ---------------------------- | -------------- | ----------------- | ------------------ | ---------------------- | ---------------------------- |
| 1       | 1       | Suzuka Circuit               | április 24.    | Jamamoto Naoki    | Szekigucsi Juhi    | Jamamoto Naoki         | Team Mugen                   |
| 2       | 2       | Tanaka International Circuit | május 29.      | Isiura Hiroaki    | Kobajasi Kamui     | Isiura Hiroaki         | P.mu/cerumo • INGING         |
| 3       | 3       | Fuji Speedway                | július 17.     | Stoffel Vandoorne | Nakadzsima Kazuki  | João Paulo de Oliveira | ITOCHU ENEX Team Impul       |
| 4       | 4       | Twin Ring Motegi             | augusztus 31.  | Szekigucsi Juhi   | Kobajasi Kamui     | Szekigucsi Juhi        | ITOCHU ENEX Team Impul       |
| 5       | V1      | Tanaka International Circuit | szeptember 10. | Nakadzsima Kazuki | Nakadzsima Kazuki  | Stoffel Vandoorne      | Docomo Team Dandelion Racing |
| 5       | V2      | Tanaka International Circuit | szeptember 11. | Nodzsiri Tomoki   | Isiura Hiroaki     | Kunimoto Júdzsi        | P.mu/cerumo • INGING         |
| 6       | 6       | Sportsland SUGO              | szeptember 25. | Szekigucsi Juhi   | Szekigucsi Juhi    | Szekigucsi Juhi        | ITOCHU ENEX Team Impul       |
| 7       | V1      | Suzuka Circuit               | október 30.    | Isiura Hiroaki    | André Lotterer     | Yuji Kunimoto          | P.mu/cerumo・INGING          |
| 7       | V2      | Suzuka Circuit               | október 30.    | Isiura Hiroaki    | Narain Karthikeyan | Stoffel Vandoorne      | Docomo Team Dandelion Racing |

## A bajnokság állása
Pontozás
| Helyezés        | 1. | 2. | 3. | 4.  | 5. | 6.  | 7. | 8.  | Pole |
| 1–4, 6. forduló | 10 | 8  | 6  | 5   | 4  | 3   | 2  | 1   | 1    |
| 5. forduló      | 5  | 4  | 3  | 2,5 | 2  | 1,5 | 1  | 0,5 | 1    |
| 7. forduló      | 8  | 4  | 3  | 2,5 | 2  | 1,5 | 1  | 0,5 | 1    |

| Helyezés | Versenyző              | SUZ | OKA‡ | FUJ | MOT | OKA | OKA | SUG | SUZ | SUZ | Pont |
| -------- | ---------------------- | --- | ---- | --- | --- | --- | --- | --- | --- | --- | ---- |
| 1        | Kunimoto Júdzsi        | 2   | 6    | Ki  | 4   | 2   | 1   | 15  | 1   | 6   | 33   |
| 2        | André Lotterer         | 7   | 8    | 4   | 2   | 12  | 4   | 5   | 2   | 2   | 30   |
| 3        | Szekigucsi Juhi        | 14  | 13   | 3   | 1   | 13  | 9   | 1   | 18  | 8   | 28,5 |
| 4        | Stoffel Vandoorne      | 3   | 12   | Ki  | 6   | 1   | 7   | 6   | 17  | 1   | 27   |
| 5        | Isiura Hiroaki         | 11  | 1    | 6   | 3   | 7   | 3   | 16  | 3   | 3   | 27   |
| 6        | Nakadzsima Kazuki      | 12  | 17   | 2   | 7   | 19  | 2   | 4   | 5   | 16  | 22   |
| 7        | João Paulo de Oliveira | 10  | 19   | 1   | Ki  | 8   | 5   | Ki  | 8   | 4   | 15,5 |
| 8        | Jamamoto Naoki         | 1   | 5    | Ki  | 8   | 10  | 6   | 14  | 19  | Ki  | 15,5 |
| 9        | Nodzsiri Tomoki        | 9   | 4    | 13  | Ki  | 4   | 16  | 3   | 4   | Ki  | 14.5 |
| 10       | James Rossiter         | 6   | 9    | 5   | 5   | 9   | 10  | 8   | 12  | 15  | 12   |
| 11       | Cukakosi Koudai        | 5   | 2    | 8   | 12  | 5   | 11  | 11  | 11  | 12  | 11   |
| 12       | Nakadzsima Daiszuke    | Ki  | 7    | DNS | 10  | 6   | 12  | 2   | 10  | 10  | 10,5 |
| 13       | Kogure Takasi          | 4   | 15   | 12  | 11  | 11  | 14  | 7   | 7   | 9   | 8    |
| 14       | Narain Karthikeyan     | Ki  | 16   | 7   | Ki  | 3   | Ki  | 12  | 15  | 14  | 5    |
| 15       | Bertrand Baguette      | 8   | 14   | 14  | Ki  | 14  | 18  | 9   | 6   | 5   | 4.5  |
| 16       | Izava Takuja           | Ki  | 3    | 11  | 14  | 16  | 8   | 13  | 16  | Ki  | 3,5  |
| 17       | Kobajasi Kamui         | 16  | 18   | 10  | 9   | 18  | 17  | 17  | 9   | 7   | 1    |
| 18       | Nakajama Júicsi        | 13  | 10   | 9   | 15  | 17  | 13  | Ki  | 14  | 11  | 0    |
| 19       | William Buller         | 15  | 11   | Ki  | 13  | 15  | 15  | 10  | 13  | 13  | 0    |
| Helyezés | Versenyző              | SUZ | OKA‡ | FUJ | MOT | OKA | OKA | SUG | SUZ | SUZ | Pont |

‡ A versenyzők a futam kevesebb, mint három negyedét teljesítették, ezért fél pontokat osztottak